# Ramón Escaler
Ramón Escaler Ullastre fue un historietista y dibujante español.
Nacido en 1862, colaboró en Barcelona cómica y La Semana Cómica. Ilustró una edición de Don Juan de Byron. Se le ha señalado como pionero en España en el uso de unos rudimentarios bocadillos en sus viñetas. Falleció el 19 de julio de 1893 en San Gervasio de Cassolas.

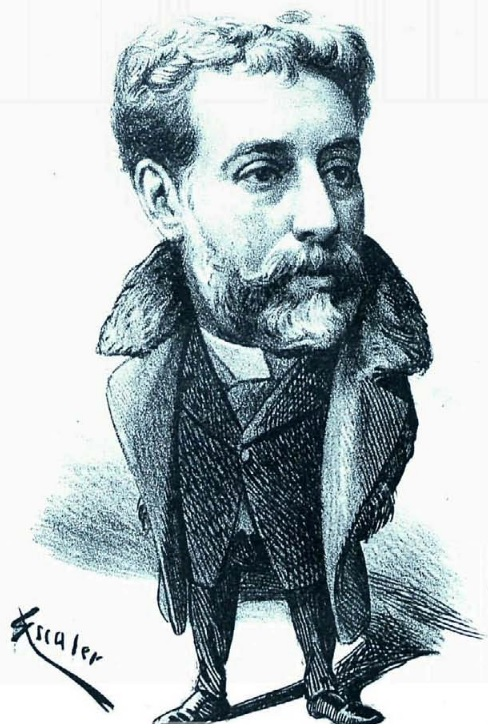
Anton Ferrer y Codina
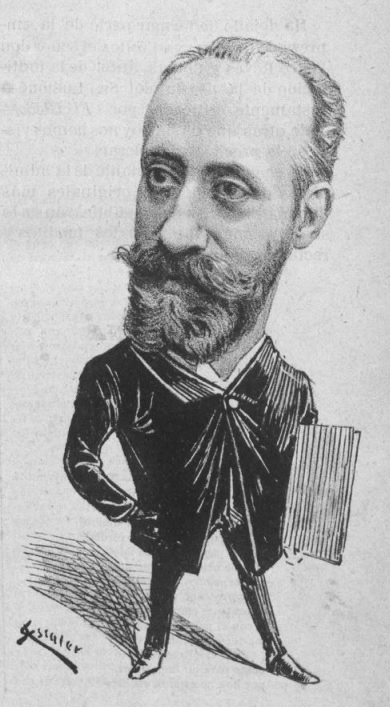
Apeles Mestres
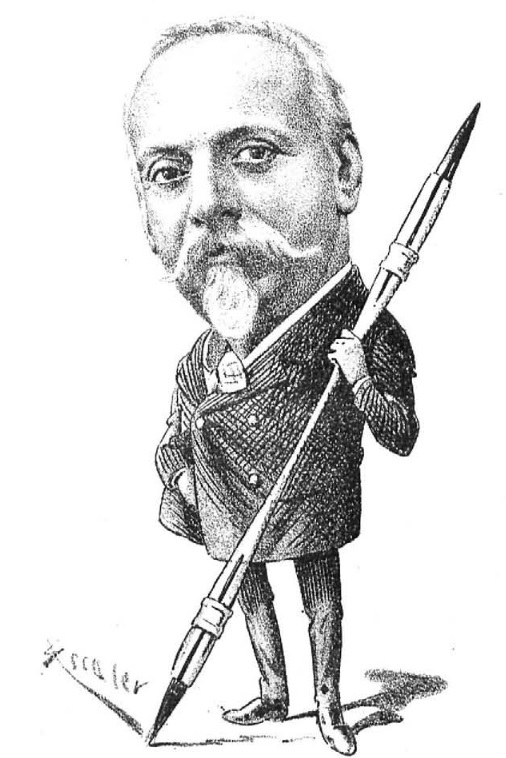
Eusebi Planas
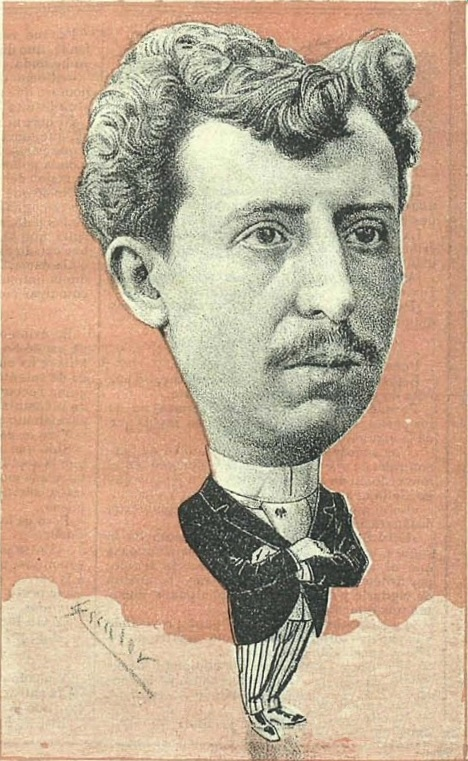
Josep Maria Pous
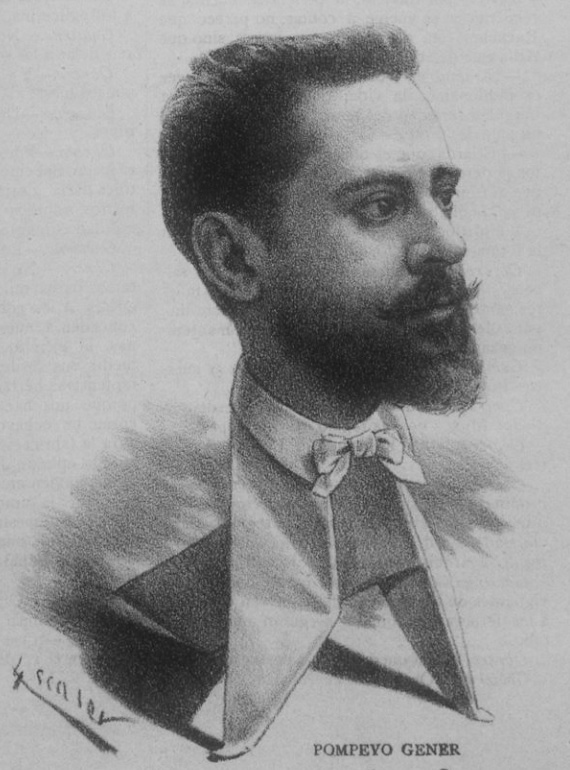
Pompeyo Gener
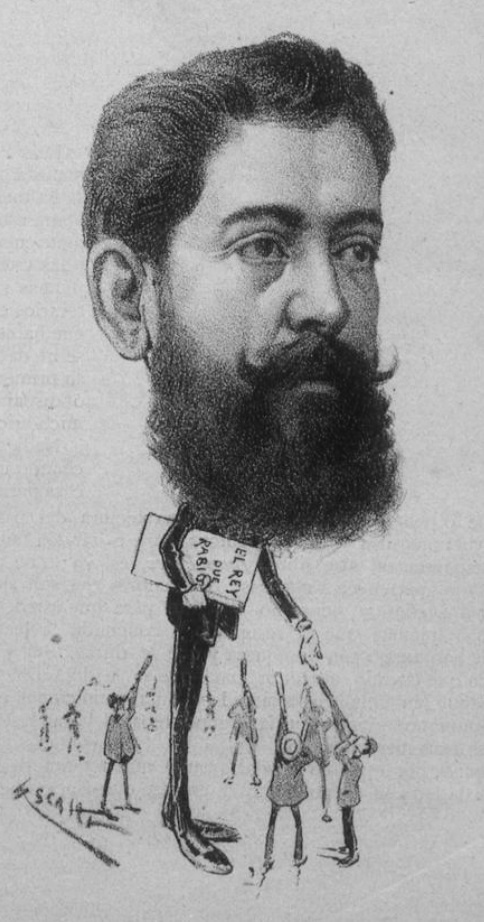
Vital Aza